# Pedro de Mena
Pedro de Mena y Medrano (Granada, agost de 1628 - Màlaga, 13 d'octubre de 1688) fou un escultor del barroc espanyol, especialment dedicat a la realització d'imatgeria religiosa. Durant trenta anys va tenir el taller instal·lat a Màlaga, des d'on va realitzar una gran quantitat d'encàrrecs, especialment per ordes religiosos.
De Mena fou alumne del seu pare, Alonso de Mena, i també d'Alonso Cano. Es pot considerar, de fet, un descendent artístic de Juan Martínez Montañés. Entre altres obres, va realitzar el cadiratge del cor de la catedral de Màlaga, així com figures i escultures per a diferents esglésies de Madrid, Múrcia i Toledo, entre d'altres.

## Biografia
Va ser batejat el 29 d'agost de 1628 a Granada, a la desapareguda parròquia de Sant Andreu. Els seus pares eren Alonso de Mena, un famós escultor, i la seva segona esposa Juana de Medrano. Els seus primers anys d'aprenentatge els va realitzar amb el seu pare, al costat d'altres aprenents de taller entre els quals es trobava Pedro Roldán. El 1646, a la mort del seu pare, Pedro tenia 18 anys, i es va fer càrrec del taller. A partir de 1652 va compartir el taller amb Alonso Cano; Cano havia deixat Madrid i havia tornat a Granada per treballar com a racioner a la catedral. Gràcies a aquesta col·laboració, Mena va poder assimilar uns procediments de treball més elaborats i un nou concepte estètic que va desenvolupar per la via de la perfecció tècnica i el realisme.

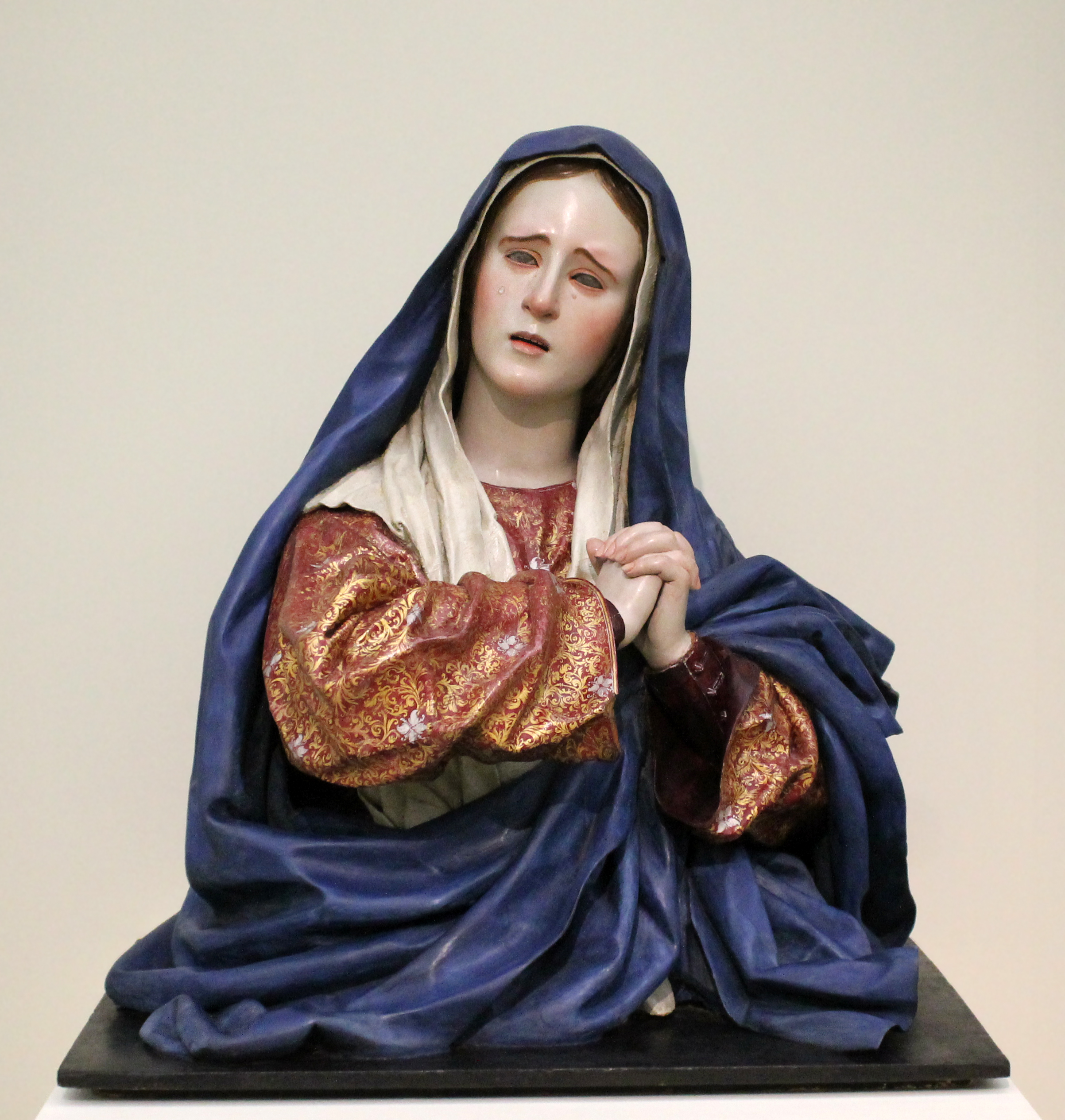
Mater Dolorosa, talla de fusta policromada, conservada a la Real Academia de Bellas Artes de San Fernando, Madrid.

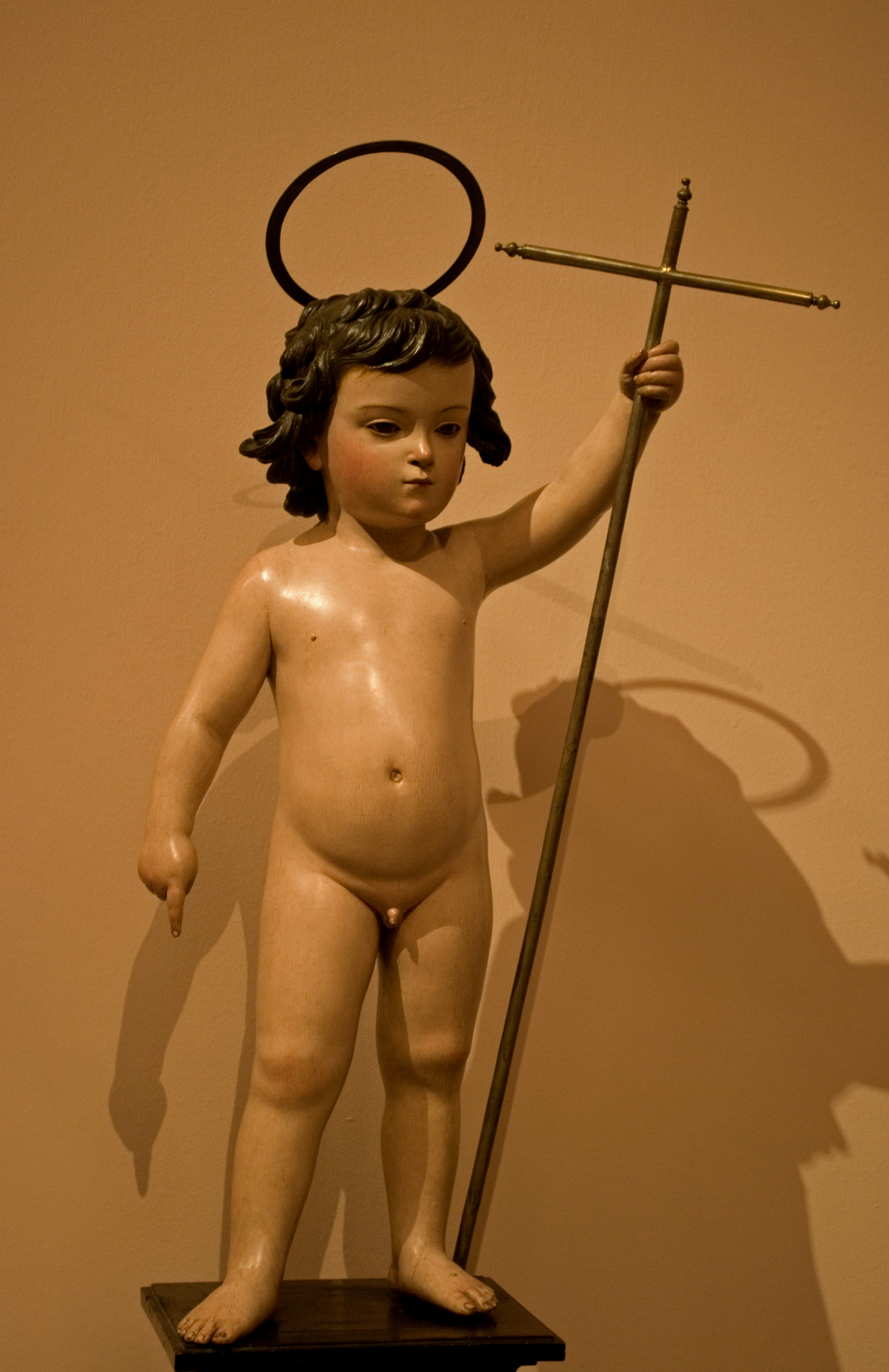
San Juan Bautista Niño popularment conegut com San Juanito. Obra de l'última dècada de l'escultor (1674), Museu de Belles Arts de Sevilla.

### Família i religió
El 5 de juny de 1647 contragué matrimoni amb Catalina de Vitoria i Urquízar, una noia de Granada de 13 anys, amb la que va tenir sis fills abans de marxar cap a Màlaga; dels sis fill tres que van sobreviure es farien religiosos. Durant la seva estada a Màlaga, van tenir vuit fills més, però d'ells només dos van sobreviure: José, capellà reial a la Capella Reial de Granada, i Juana Teresa, que entrà al Cister, en el mateix lloc que les seves germanes Andrea i Claudia Juana. En el seu testament, de 1675, parla de la seva filla Juana que encara no tenia sis anys: 
| « | ... i desitja de viure i romandre en estat de religió, guardant puresa i castedat, pel que desitgem que sigui religiosa per ésser dels estats més perfectes i fiadors per la salvació. | » |

 Queda clar que era ell qui havia pres la decisió del que havia de fer la seva filla.
Per la seva ferma creença religiosa, va demanar de ser enterrat entre les dues portes de l'església del Cister, perquè així la seva làpida fos trepitjada per tots els fidels que entressin a l'església. Tenia Mena una gran vinculació religiosa a diferents confraries, i va ser germà major de la del gremi d'artistes del Santíssim Corpus Christi, Ànimes i Misericòrdia.

El 1678 va lluitar i va aconseguir de ser acceptat com a familiar del Sant Ofici de la Inquisició. Aquest fet significava un ascens social, ja que suposava un reconeixement públic de la puresa de sang i comportava, a més a més, uns certs privilegis com el veure's lliure de pagar impostos. Les seves grans amistats van ser sobretot eclesiàstiques, segons Palomino: 
| « | va ser un home de la primera estimació, i així mai no es va acompanyar sinó amb la primera noblesa, portant-ho el senyor D. Fra Alonso al seu costat en els passeigs públics i esbarjos de la caça. | » |

Va romandre a Granada fins al 1658 quan va ser cridat pel bisbe de Màlaga, Diego Martínez de Zarzosa, per realitzar el cadiratge del cor de la Catedral de Màlaga. Menys una estada a Madrid, entre els anys 1662 i 1663, residiria sempre a Màlaga, on muntaria el seu taller amb un gran èxit d'encàrrecs, fins a la seva mort el 1688.
El maig de 1663, a iniciativa del cardenal Baltasar Moscoso y Sandoval, va ser nomenat mestre major d'escultura de la catedral de Toledo, on es troba el Sant Francesc d'Assís, una de les seves millors obres. Va tornar a Màlaga però, mostrant grans dots empresarials, va deixar a Madrid un representant que era el responsable de recollir possibles encàrrecs i subministrar-li el material necessari per al seu treball. Els seus treballs es van anar estenent per tota la península; es creu que en la divulgació del seu art hi va col·laborar el seu fill Alonso, jesuïta, ja que es troben nombroses obres en temples d'aquesta orde com a Alcalá de Henares, Madrid, Marchena, Sevilla i, fins i tot, a Ciutat de Mèxic i Lima.
La seva gran capacitat de treball així com la seva capacitat administrativa i la seva visió comercial, li van proporcionar un patrimoni que li va permetre una vida tranquil·la i una respectable posició. El 1679 va ser nomenat tinent d'alcalde del Castell de Gibralfaro, i aquest mateix any, mesos més tard, es va contagiar de la pesta, i va redactar el seu tercer testament, on detalla la propietat de sis habitatges i regala al convent de Santa Anna del Cister, a canvi del seu enterrament, una parella de talles consistent en una Dolorosa i un Ecce Homo.
Es va guarir de la malaltia però li van quedar seqüeles; des d'aleshores, va posar al capdavant del taller el seu deixeble Miguel Félix de Zayas el qual, després de la mort del seu mestre, va continuar signant les escasses obres que es coneixen d'ell, com a deixeble de Pedro de Mena. Durant aquests darrers anys de vida, es creu que Pedro de Mena només dibuixava i feia esbossos, sempre amb models repetitius, però que complien amb els encàrrecs que arribaven al taller. Va rebre sepultura, tal com havia desitjat, al convent del Cister el 14 d'octubre de 1688.
L'any 1876, l'abadia cistercenca de Santa Anna de Màlaga va ser derrocada i es van localitzar les seves despulles en una capsa de pi, despulles que van ser traslladats a l'església del Sant Crist de la Salut. El 1996 es va realitzar un nou trasllat, aquest cop a l'actual església del Cister, molt a prop de la casa on va viure i va morir. Pedro de Mena està enterrat en una petita capella, amb les talles de la Dolorosa i l'Ecce Homo que havia realitzat i donat amb aquest objectiu.

## Estil

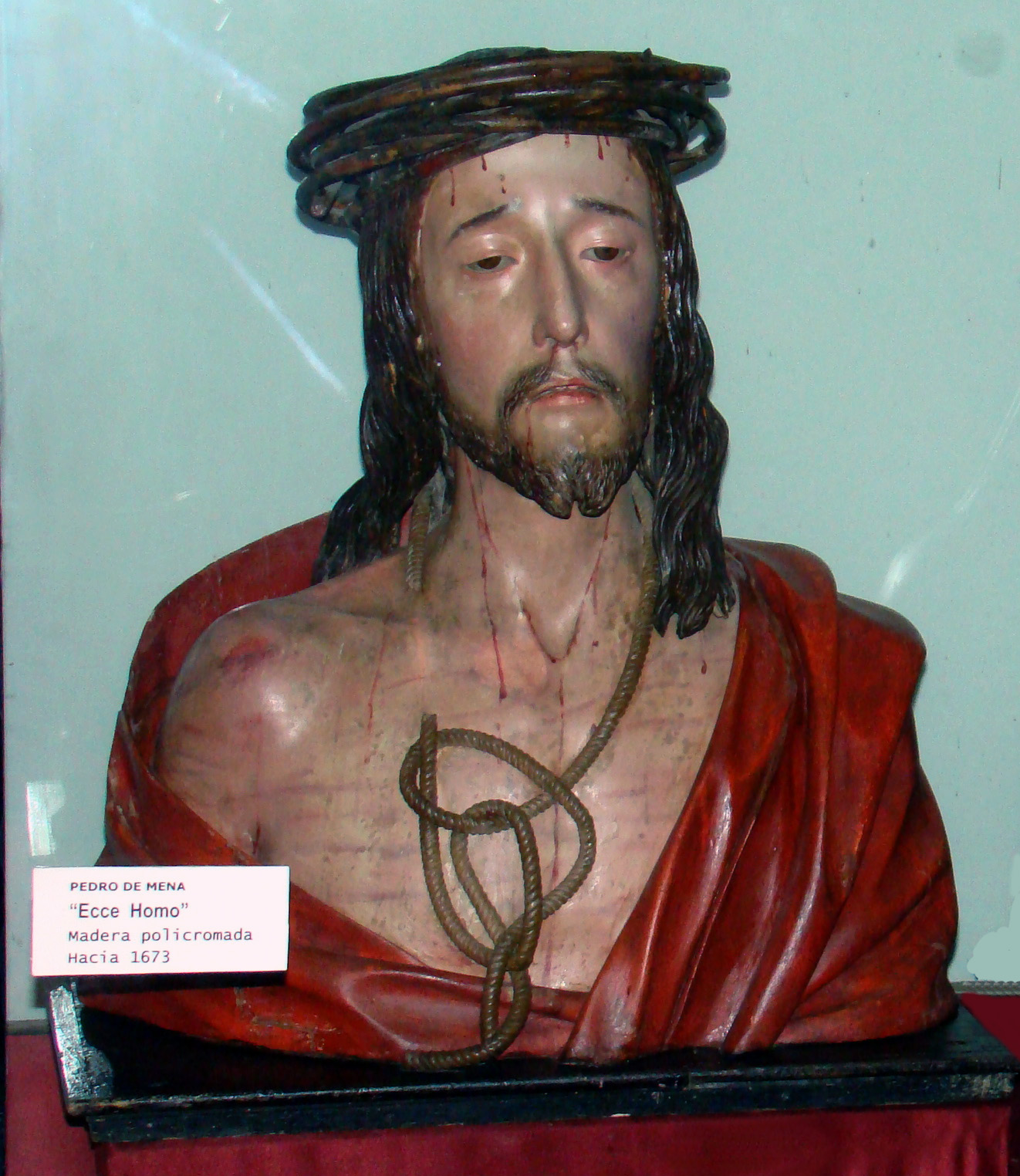
Ecce Homo per Pedro de Mena al Museu Díocesà i Catedralici de Valladolid, on es copsa la importància de la policromia per donar caràcter a la talla.

A les seves primeres obres s'aprecia perfectament l'estil del seu pare, estil que va anar transformant com han comentat diversos autors, com Antonio Palomino o Ceán Bermúdez. També s'observa la gran influència que va tenir Alonso Cano sobre la seva obra artística, influència que és evident en els rostres femenins, que són més ovalats, amb colls més llargs, el nas es perfila amb una major estretor i redueix la boca. Des de la seva estada a Màlaga va anar decantant-se cap a un estil molt més realista i naturalista, i va adquirir un gran domini tècnic de la talla i la policromia. D'altra banda, el coneixement de les obres i artistes castellans que pogué adquirir en la seva estada Madrid, el conduí a una simplificació en les formes i els volums de les seves figures, sobrecarregant en canvi el seu contingut espiritual; en aquesta etapa és quan realitza les millors obres. Només a la seva darrera etapa, en la que els models es tornen més simples, és quan millor s'aprecia el seu mestratge i la gran habilitat tècnica, ja que, sense esforçar-se, aconsegueix grans resultats artístics.
La major part dels models iconogràfics que empra no són creacions personals; estan inspirats en el que han realitzat els artistes que té al seu voltant: el seu pare, Alonso de Mena, el seu gran mestre Alonso Cano, i els artistes Gregorio Fernández i Pablo de Rojas; també l'influeixen la visió de pintures o estampes. És la qualitat de la tècnica el que impera en el seu art, com es pot apreciar en el resultat aconseguit a les vores de les túniques i els mantells, que semblen teles finíssimes; o els detalls dels rostres, que expressen una gran espiritualitat. Tota la seva producció va ser sobre temàtica religiosa, amb l'excepció de les imatges dels Reis Catòlics de les catedrals de Granada i Màlaga.
Malgrat ser una època de molta activitat creadora per part de les germandats penitencials de Setmana Santa, solament es té notícia que Mena realitzés una escultura, concretament d'un Natzarè (1679) per la ciutat de Lucena que, en no tenir el mecanisme d'articulació al braç que serveix per beneir, no va ser del grat de la confraria. Sobretot, es va dedicar a fer talles, en general petites, sobre el Nen Jesús, diversos sants, la Immaculada, la Dolorosa i algun Ecce Homo; només es té coneixement d'un Crucificat, actualment desaparegut, de mida més gran que el natural: el Crist de la Bona Mort del convent de Sant Domènec; la resta d'obres són també de mida més petita.
Durant la seva primera etapa de treball, ell mateix s'ocupava de l'acabat de les seves imatges i en feia l'aplicació de la policromia; amb el temps, aquesta tasca la deixaria en mans d'un pintor especialista tot i que sota la seva supervisió. També, en aquest aspecte, s'aprecia clarament la influència d'Alonso Cano; en els primers temps, la policromia emprada era un estofat de rics motius i vores amb sanefes i carnacions torrades. Influït per Cano, va deixant els estofats, es decanta pels tons llisos i els colors contrastats, i aposta pel realisme a les austeres estamenyes dels hàbits dels sants franciscans; i amb les carnacions més clares, s'afegeixen els postissos freqüents a l'època, de pèl natural, pestanyes, dents d'ivori i ulls de vidre.

## Període de Granada
Entre les seves primeres obres realitzades al taller del seu pare, a Granada, es troba la realització d'un Sant Francesc Solano. La comanda, de l'any 1647, la van fer els marquesos de Priego per al convent franciscà de Montilla. És de mida natural, amb els atributs d'una petxina per batejar i un santcrist a l'altra mà; actualment es conserva a la parròquia de Santiago de l'esmentada ciutat. Les millors obres catalogades d'aquest període primerenc són un Sant Pere i un Sant Pau del convent de Sant Anton, de mida mitjana (123 cm); tenen les vestimentes tallades amb uns plecs fins d'una gran naturalitat, una policromia molt rica en estofats i la pintura dels rostres és d'un to torrat.

Amb l'arribada de Cano i el fet que treballaven de manera conjunta en un únic taller fa difícil de precisar les autories de determinades obres. A l'església dels sants Just i Pastor es poden apreciar els quatre evangelistes, recol·locats en un tabernacle de finals del segle xvii, que presenten una gran policromia de la mateixa qualitat que el Sant Joan Baptista del convent de Sant Anton de Granada. Palomino afirma que Mena va realitzar les imatges de Sant Josep i Sant Antoni amb el Nen, Sant Dídac d'Alcala i Sant Pere d'Alcántara, avui al museu de Belles Arts de Granada: 
| « | ... amb assistència i models del seu mestre, qui li va donar les últimes carnacions... amb les quals va acabar d'establir el seu crèdit per tota Andalusia, i fins i tot a tot Espanya. | » |

Sánchez-Mesa, l'any 1967, comentant aquestes mateixes imatges, recalcava que tot i que eren tallades per Mena a partir de models de Cano, i sota la seva direcció, n'introduïa modificacions personals. Aquestes escultures destaquen per la seva elegància, per la capacitat d'envoltar les figures en un gran aïllament i pel realisme que desprenen. Així es pot destacar:
- El gest del Sant Dídac d'Alcalá, que aixeca l'hàbit on s'ha produït el miracle de la conversió del pa en roses i alça el seu rostre amb una lleugera inclinació cap a les altures.
- El Sant Pere d'Alcántara, en una actitud molt naturalista, mentre està redactant el seu llibre, que el té obert i recolzat sobre la seva cama esquerra.

Aquest darrer tema va ser representat diverses vegades per Mena al llarg de la seva vida; va arribar a ser una de les seves sèries més demandades a tota la península. Al Museu Nacional d'Art de Catalunya de Barcelona existeix una excel·lent talla d'aquest sant fundador dels franciscans descalços. A la capella de la Nostra Senyora del Carme, a la catedral de Granada, es troba la imatge de Sant Elies, una escultura molt expressiva i dinàmica. Apareix el profeta amb l'espasa flamígera a la mà dreta, mentre a la mà contrària sosté el llibre de les profecies; el rostre és el d'un ancià amb arrugues, eixut i enèrgic, amb barba i una llarga cabellera.

## Període de Màlaga
Sembla que Mena, home inquiet i ambiciós, va acceptar amb promptitud la invitació per realitzar el projecte de l'execució del cadiratge del cor de la catedral de Màlaga, proposat pel bisbe Martínez Zarzosa. Potser Mena tenia la intenció de tornar a Granada un cop completada la feina. La gran popularitat i prestigi que va aconseguir amb aquesta obra, i la poca competència que va trobar a Màlaga amb l'augment ininterromput d'encàrrecs, el van fer prendre la decisió de muntar un taller i, finalment, va romandre en aquesta ciutat fins a la seva mort.

### Cadiratge de la catedral
El 1658, el bisbe Martínez Zarzosa li encarregà l'acabament del cadiratge alt del cor de la catedral, obra començada el 1630 per Luis Ortiz de Vargas, un escultor de Jaén. Se signà el contracte el 25 de juliol del mateix any, acordant la realització de quaranta plafons amb imatges de sants, proposats pel capítol catedralici, on s'inclouen màrtirs de l'església universal i espanyola, pares i doctors de l'Església, fundadors i membres d'ordes religiosos; és a dir, un ampli repertori iconogràfic. En aquest treball es copsa l'evolució realitzada per l'artista:
- Per una banda, la gran influència d'Alonso Cano, amb imatges d'una serenitat completament clàssica, com la imatge de Sant Lluc que va servir com a model de presentació al bisbe, juntament amb el Sant Josep amb el Nen, inspirat en un dibuix de Cano (Museu del Prado) que presenta el mateix tema;
- Per l'altra, d'altres obres realitzades posteriorment, com el Sant Ignasi de Loyola, el Sant Agustí, o els patrons de Màlaga –Sant Ciríac i Santa Paula–, on s'aprecia el realisme i diversos detalls naturalistes.

Les anatomies del Sant Sebastià i el Sant Jeroni tenen una gran qualitat i a més tenint en compte que tota l'obra està sense policromar, fet que podria ressaltar encara més les imperfeccions. És evident que aquesta és una de les seves obres més importants i més reeixides. Palomino, pintor i escriptor, va considerar aquest cor de la catedral de Màlaga com «la vuitena meravella del món».

### Estada a Madrid i Toledo
Durant els anys 1662 i 1663 va fer estades a Madrid i Toledo per tal de conèixer l'obra de l'etapa madrilenya d'Alonso Cano, a més d'obres d'altres artistes, i aconsellat per Cano, també per fer-se conèixer a la cort. Al cap d'un temps, va tornar a Màlaga, on havia deixat la família, amb uns quants encàrrecs i deixant un representant a Madrid per futures comandes.

#### Sant Francesc d'Assís
A la sagristia de la Catedral de Toledo es troba la imatge de sant Francesc d'Assís de 83 cm d'alçada, una obra d'imatgeria magnífica; tot i que ja Palomino considerava que Mena n'era l'autor, durant el segle xix havia estat atribuïda a Alonso Cano. La iconografia que va representar va ser la de la mòmia del sant, tal com havia estat descrita. Cap a l'any 1449 el papa Nicolau V l'havia pogut contemplar a la basílica inferior de Sant Francesc d'Assís, on hi ha la sepultura del sant; estava en posició vertical, cobert amb una caputxa, mirant el cel amb les mans ocultes a les mànigues i mostrant el peu descalç amb la ulceració.
Aquesta troballa va ser difosa per arreu i també va arribar a Espanya on diversos artistes en van fer representacions; trobem exemples en la pintura de Zurbarán, i en l'escultura de Gregorio Fernández i Alonso Cano; fins i tot Mena ja havia tractat el tema al cadiratge de la catedral de Màlaga. Va ser un dels temes més tractats dins la seva producció, amb lleugeres variants; entre altres exemples, hi ha la imatge que es pot observar al museu Municipal d'Antequera, o la de l'església de San Martín de Segòvia. A Toledo deurien quedar molt complaguts amb la seva obra, ja que a instàncies del cardenal Moscoso y Sandoval el van nomenar mestre major d'escultura de la catedral de Toledo.

#### Maria Magdalena penitent

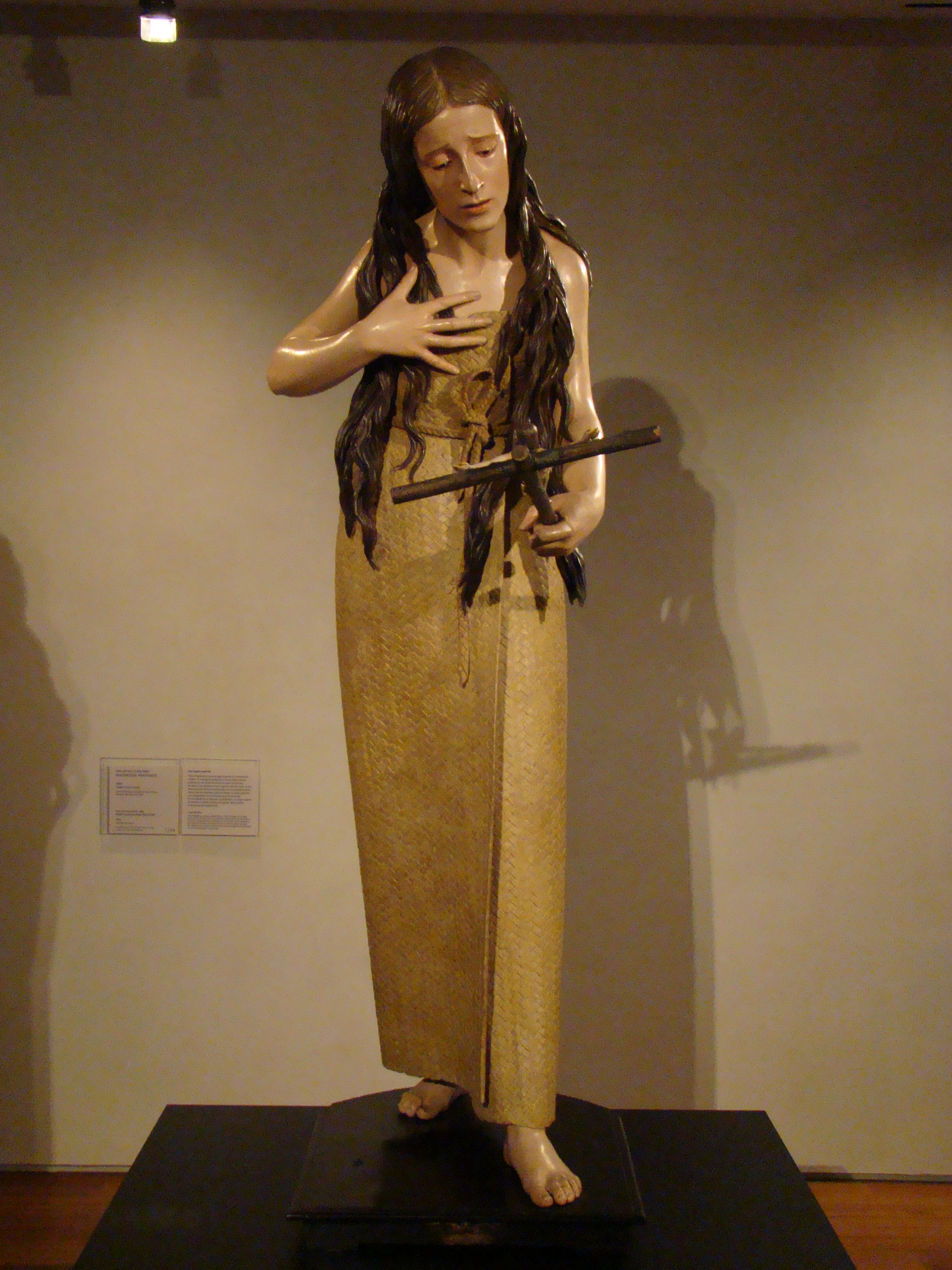
Maria Magdalea penitent al Museu Nacional Col·legi de San Gregori

Gràcies a l'èxit d'aquest treball de Toledo, va rebre un encàrrec de la Casa Professa de la Companyia de Jesús de Madrid, per fer la Maria Magdalena penitent. Com a model, és possible que s'inspirés en la imatge de la mateixa santa de l'escultor Gregorio Fernández que es troba al monestir de les Descalzas Reales de Madrid.
La Magdalena de Mena és una dona jove, encara que demacrada per la penitència, amb la cara ovalada; mostra molt de sentiment i una gran espiritualitat, fet que reforça el nas afilat, la boca petita i entreoberta, i la mirada trista; té una gran cabellera, més escarida que la de Fernández, que li cau sobre les espatlles. El dramatisme s'aprecia a la mà dreta, que està oberta damunt del seu pit, i segueix amb la mirada el santcrist que sosté a la mà esquerra. El seu cos està cobert fins als turmells amb un teixit d'estora de palma i nuat amb una soga, amb un gran nus a la cintura. Es troba dempeus i, per sota el vestit, sobresurten els peus descalços, amb el peu esquerre més avançat, com si anés a fer una passa. És una peça d'un gran realisme i que transmet sens dubte un valor místic, espiritual.
Després de l'expulsió dels jesuïtes a conseqüència de la Pragmàtica Sanció de 1767, l'escultura va anar a parar als oratoris de sant Felip Neri. Durant la desamortització de 1835, la imatge va quedar sota la custòdia de les saleses Reales fins que, el 1870, per motiu de la seva exclaustració va passar al Museu de la Trinitat. Els desplaçaments continuarien i, el 1921, aniria a parar al museu del Prado que la va acollir fins al 1933 que va ser traslladada a Valladolid, al Museu Nacional d'Escultura. Encara va tornar al museu del Prado per una restauració i, finalment, l'any 2008, la Magdalena penitent tornà al Museu de Valladolid.

### Ecce Homoi doloroses
L'Ecce Homo és la representació del moment en què Ponç Pilat mostre Jesús al poble de Jerusalem, després d'haver estat assotat i d'haver-li col·locat una corona d'espines, un mantell i una soga al coll. Segons l'evangeli de Joan (Jn 19,5), Pilat diu: «Ecce Homo, (aquest és l'home)», que és el que dona nom a aquesta iconografia. Encara que hi ha exemples anteriors amb aquesta temàtica tant en pintures com en escultures, és durant el Barroc quan és més habitual la seva realització, com per exemple Alonso Berruguete, Ticià, Juan de Juni o Diego de Siloé. Mena va ser un gran productor de busts d'Ecce Homo i de doloroses. Aquestes escultures, molt nombroses i de mida petita, responen a la necessitat de determinades devocions familiars o conventuals.
Els Ecce Homo poden ser de mig cos, amb una alçada de 95 cm i que la imatge queda tallada per sota els malucs, amb les mans plegades i amb els atributs de la corona d'espines, la soga, i la canya, com els exemplars de Budia, a Guadalajara, i el de Las Descalzas Reales, a Madrid. Un altre variant és amb el bust fins als pectorals, amb els braços i les mans lligades, i els atributs pertinents; un exemplar es troba al convent de les Madres Mercedarias de Madrid. Finalment, el tipus més nombrós és el del bust curt, que arriba fins a l'arrencada dels braços, amb la soga penjada del coll i la corona d'espines, que aconsegueix l'impacte principal amb la detallada policromia del rostre; cal destacar l'exemplar del convent de la Concepció de Zamora, o el de la casa Professa de Ciutat de Mèxic.

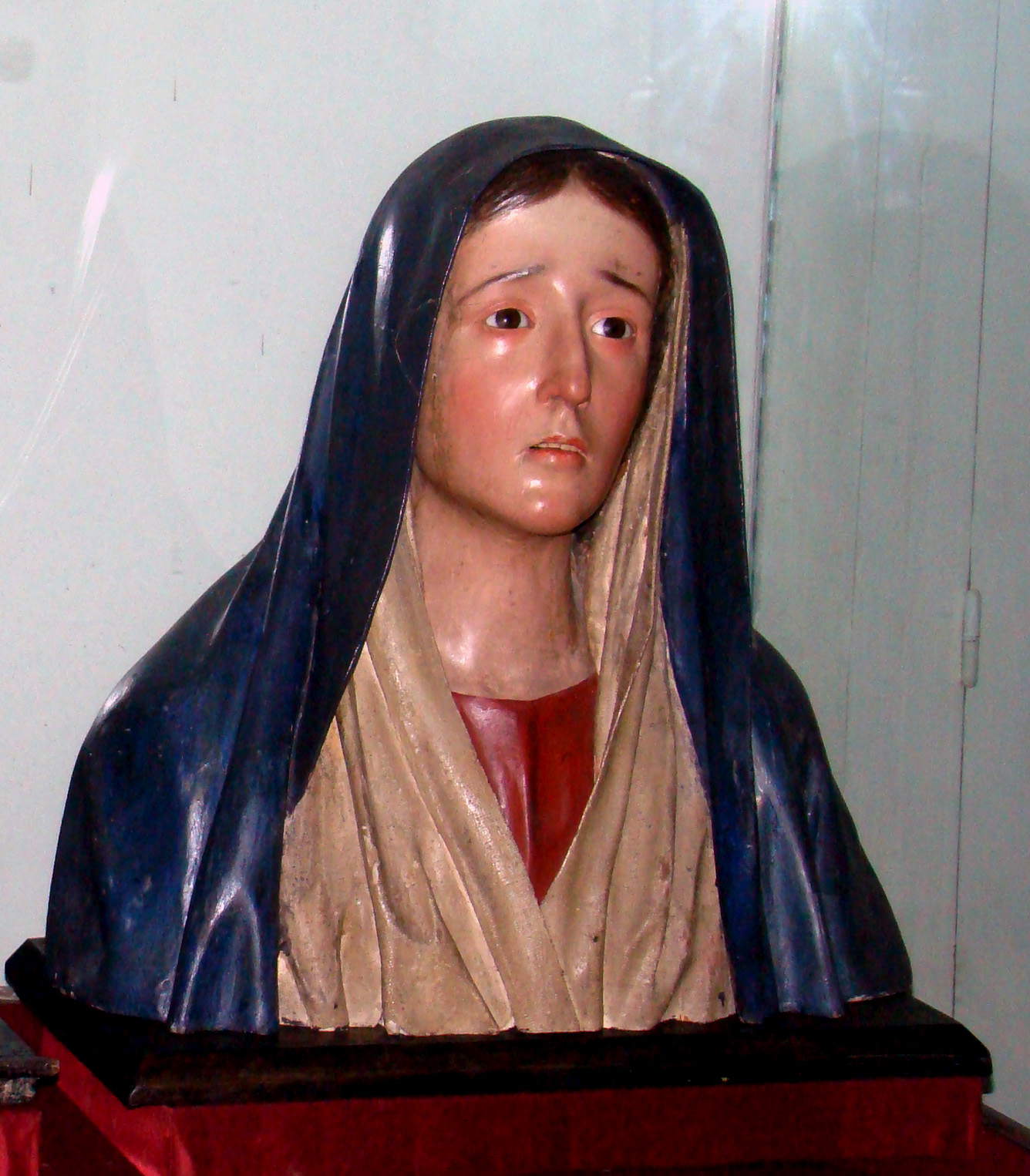
Dolorosa de mig cos, del Museu Diocesà i Catedralici de Valladolid.

El que s'ha dit sobre els busts d'Ecce Homo es pot aplicar amb les doloroses, que estan realitzades amb els mateixos tipus i les mateixes mides. El més habitual és el de mig cos amb els braços complets, com l'escultura guardada a la Reial Acadèmia de Belles Arts de San Fernando de Madrid, la del Museu de Belles Arts de Granada, o la de Las Descalzas Reales també de Madrid. Apareix amb una túnica vermella, un mantell blau, amb una mà sobre el pit i l'altra estesa, al rostre amb els ulls mig tancats i la boca entreoberta; té llàgrimes sobre les galtes, amb una expressió d'un dolor contingut; el modelatge és sobri amb la talla dels panys molt fina.
Una de les creacions singulars de l'escultura granadina atribuïda a Mena, és la d'aparellar tots dos tipus de busts. Hi ha exemples entre els quals destaquen el grup del Monestir de Las Descalzas Reales (Madrid), datats el 1673, els que es guarden al Museu Diocesà de Valladolid procedents de l'església parroquial de Valdestillas, el de l'església de San de Luis de los Franceses (Sevilla) o els de l'església de San Pedro de Lima.

### Escultures dels Reis Catòlics
De tota l'obra de Mena, tan sols hi ha les escultures dels Reis Catòlics que no són de tema religiós; es troben a les catedrals de Granada i Màlaga.

El contracte per les efígies orants dels reis que havien de col·locar-se en la capella major de la catedral de Granada és del 26 d'agost de 1675. El van signar, per una part, els capítols catedralici i municipal de la ciutat i, per l'altra, Pedro de Urrea en representació de Pedro de Mena: 
| « | ...en atenció i consideració als esclarits i invencibles Senyors Reis Catòlics de Castella, Don Fernando i Doña Isabel, de feliç memòria, amb el seu poder i cristià celo, van guanyar i van conquerir aquesta ciutat i el seu regne, fabricant i edificant en ella molts temples, a honor i glòria de Déu, Nostre Senyor, i la seva Benaurada Mare, de forma especial van manar edificar aquesta dita Santa Església Metropolitana, […] que a hores d'ara s'està acabant amb tanta grandesa que serà un dels més grans temples d'Espanya i per il·lustrar-lo, amb una més gran perfecció, han determinat que […] es col·loquin les efígies dels Srs. Reis Catòlics […] amb la decència i majestat que és deguda. | » |

L'escultor va demanar la quantitat de 3.000 ducats per la realització de l'obra, inclosa la policromia, i per la seva acceptació va enviar les condicions, juntament amb dibuixos preparatoris realitzats a ploma i tinta amb aiguades. El dibuix d'Isabel es troba al The Getty Center de Los Angeles, i el de Fernando, a la Universitat de Leiden. El treball va finalitzar el 29 de desembre de 1676 amb la col·locació de les escultures, i Mena va cobrar l'últim pagament de 1.000 ducats l'11 de gener de 1677.
Les imatges estan realitzades en fusta de cedre, i tenen unes mides de 146x126x157 cm. Estan col·locades a uns vuit metres del terra, i les figures estan disposades en una actitud orant davant el tabernacle central de la capella; estan agenollades cadascuna sobre un coixí i les mans estan unides pels palpissos dels dits. El rostre d'Isabel sembla prendre com a model el de la Mare de Déu de Betlem de Mena, mentre que el de Fernando sembla remetre al del cenotafi reial de Domenico Fancelli. La qualitat de les vestidures tallades amb minuciositat, queda ressaltada per la magnífica policromia. La reina llueix el brial i el mantell amb un ric estofat i acompanyada d'una decoració de tipus vegetal, i predominen els colors vermells i daurats. El rei va vestit amb un mantell vermell folrat d'ermini i amb els adornaments, símbols i emblemes dels monarques. La pintura la va realitzar el pintor Luis de Zayas, com ja apareix en les condicions prèvies al contracte que Mena va remetre al capítol.
L'any 1676, segurament complaguts per la visió d'aquesta primera escultura, li van encarregar a Mena la realització d'una altra parella reial, també orant, per la capella de la Virgen de los Reyes de la catedral de Granada, que pertany a la Hermandad de los Racioneros. Les escultures són d'una mida més reduïda que les seves homònimes de la catedral de Granada. En les de Màlaga, els reis porten unes vestimentes més humils, i aixequen els caps per pregar a la imatge de la Verge i el Nen que es troben en un pla superior.

## Obres

El Nen Jesús adormit Musée Goya

- Cadiratge alt del cor de la catedral de Màlaga.
- Magdalena Penitente al Museu Nacional d'Escultura de Valladolid.
- Sant Pere d'Alcàntara. Museu Nacional d'Art de Catalunya. Barcelona
- San Pedro de Alcántara. Museu Nacional de Escultura de Valladolid.
- San Francisco de Asís a la catedral de Toledo.
- Los Reyes Católicos. Catedral de Granada.
- Los Reyes Católicos. Catedral de Màlaga.
- La Dolorosa, al Museu de la Real Academia de Bellas Artes de San Fernando. (Madrid).
- Bustos en parella de Ecce Homo y Dolorosa. Museu Diocesà i Catedralici de Valladolid.
- San Pedro de Verona. Parroquia Nuestra Señora de los Ángeles a Cabra (Còrdova). (Còrdova).
- San Pascual Baylón. Museu catedralici de Màlaga.
- Inmaculada. Parroquia de San Nicolás de Múrcia.
- San Juan Bautista Niño. Museu de Belles Arts de Sevilla.